# Belleville, Meurthe-et-Moselle
Belleville är en kommun i departementet Meurthe-et-Moselle i regionen Grand Est (tidigare regionen Lorraine) i nordöstra Frankrike. Kommunen ligger i kantonen Pont-à-Mousson som tillhör arrondissementet Nancy. År 2022 hade Belleville 1 503 invånare.

## Befolkningsutveckling
Antalet invånare i kommunen Belleville
| Referens: INSEE |